# Sosulynzi (Chmilnyk, Samhorodok)
Sosulynzi (ukrainisch Зозулинці; russisch Зозулинцы Sosulinzy, polnisch Zozulińce) ist ein Dorf im Nordosten der ukrainischen Oblast Winnyzja mit etwa 550 Einwohnern (2001).
Das erstmals im 17. Jahrhundert schriftlich erwähnte Dorf (andere Quellen sprechen von 1640) liegt am Ufer der Dessenka (Десенка), einem 11 km langen, linken Nebenfluss der zum Südlichen Bug fließenden  Desna, 27 km südöstlich vom ehemaligen Rajonzentrum Kosjatyn und 68 km nordöstlich vom Oblastzentrum Winnyzja.
Sosulynzi liegt an der Straße zwischen den Dörfern Samhorodok und Dubowi Macharynzi.
Am 12. Juni 2020 wurde das Dorf ein Teil der neugegründeten Landgemeinde Samhorodok, bis dahin bildete es zusammen mit dem Dorf Soschanske (Сошанське) die gleichnamige Landratsgemeinde Sosulynzi (Зозулинецька сільська рада/Sosulynezka silska rada) im Süden des Rajons Kosjatyn.
Am 17. Juli 2020 kam es im Zuge einer großen Rajonsreform zum Anschluss des Rajonsgebietes an den Rajon Chmilnyk.

## Söhne und Töchter der Ortschaft
- Kostjantyn Mychaltschuk (1841–1914), ukrainischer Linguist und Ethnograph